# NGC 6625
NGC 6625 في الفهرس العام الجديد، هي مجرة، تقع في كوكبة الترس (كوكبة). اكتشفت في 31 يوليو 1826 بواسطة جون هيرشل.

## روابط خارجية
- NGC 6625 على موقع ويكي سكاي: DSS2, SDSS, GALEX, IRAS, Hydrogen α, X-Ray, Astrophoto, Sky Map, Articles and images